# Paul G. Hatfield
Paul Gerhart Hatfield (Great Falls, 1928. április 29. – Great Falls, 2000. július 3.), amerikai jogász, politikus és bíró, Montana állam demokrata párti szenátora 1978-ban.

## Pályafutása
A montanai Great Fallsban született, és itt végezte az általános és középiskolát is, sőt, diplomáját is az itteni College of Great Falls (2017 óta University of Providence) egyetemen szerezte 1950-ben. Miután 1951–53-ban katonai szolgálatot teljesített a hadseregben, ahol a koreai háborúban is részt vett. 1955-ben jogi diplomát szerzett a Montanai Egyetemen, majd ügyvédként praktizált Great Fallsban.
1959–60-ban a Cascade megyei ügyész helyettese volt, majd 1961-től 1976-ig a kerületi bíróság bírája volt. 1977–78-ban Montana Legfelsőbb Bíróságának főbírája volt.
1978. január 22-én a kormányzó kinevezte Hatfieldet a Lee Metcalf szenátor halálával megüresedett helyre a washingtoni szenátusba. Ez csak egy ideiglenes tisztség volt, mivel Metcalf mandátuma amúgy is lejárt volna az év végén. Hatfield indulni akart a választáson, azonban alul maradt a demokrata jelöltségért folyó küzdelemben Max Baucusszal szemben, aki aztán meg is nyerte az 1978 novemberében tartott választást. Baucus mandátuma 1979. január 3-án indult volna, de Hatfield december 14-én lemondott, a kormányzó pedig másnapi hatállyal kinevezte Baucust a Metcalf mandátumából megmaradt időszakra. Baucus így három héttel előbb lett szenátor, és ezzel rangidős lett a többi frissen megválasztott szenátorral szemben.
Hatfield visszatért Montanába, és a montanai szövetségi bírósági körzet bírája lett. Haláláig Great Fallsban lakott, de a washingtoni Spokane-ben temették el.

## Emlékezete
A helenai Paul G. Hatfield bírósági épület róla kapta a nevét.